# Zołotoje (obwód saratowski)
Zołotoje (ros. Золотое) – wieś (sieło) w Rosji, w obwodzie saratowskim, w rejonie krasnoarmiejskim. W 2010 liczyła 2189 mieszkańców.

## Urodzeni
- Wiktor (Ostrowidow) – rosyjski biskup i święty prawosławny.